# Kaarlo Johannes Leinonen
Kaarlo Johannes (Hannes) Leinonen, född 7 mars 1916 i Paavola död 8 mars 1986 i Lahtis, var biskop i Uleåborgs stift inom Evangelisk-lutherska kyrkan i Finland åren 1965-1978. Till sin utbildning var Leinonen teologie doktor. 
Före sin tid som biskop var Leinonen bland annat kontraktsprost i Torneå prosteri. Under sin studietid var han även aktiv i Akademiska Karelen-Sällskapet.